# Investidura presidencial de Juan Manuel Santos en 2014
Investidura presidencial de Juan Manuel Santos de 2014, como el trigésimo primer Presidente de Colombia para un segundo mandato tuvo lugar el 7 de agosto de 2014; el presidente del Senado José David Name administró el juramento del cargo a las 15:30 p. m.

## Invitados a la toma de posesión de Juan Manuel Santos (2014)

### Líderes extranjeros
- Enrique Peña Nieto, presidente de México
- Danilo Medina, presidente de la República Dominicana
- Juan Orlando Hernández, presidente de Honduras y Ana García Carías, primera dama de Honduras
- Juan Carlos Varela, presidente de Panamá y Lorena Castillo, primera dama Panamá
- Horacio Cartes, presidente de Paraguay y Sara Cartes
- Rafael Correa, presidente de Ecuador
- Ollanta Humala, presidente del Perú
- Otto Pérez, presidente de Guatemala
- Donald Ramotar, presidente de Guyana
- rey Juan Carlos I de España
- Laurent Lamothe, primer ministro de Haití
- Ivar Asjes, primer ministro de Curazao
- Helio Fallas Venegas, primer vicepresidente de Costa Rica y Núria Más de Fallas
- Óscar Ortiz, vicepresidente de El Salvador
- Omar Halleslevens, vicepresidente de Nicaragua
- Michel Temer, vicepresidente de Brasil
- Danilo Astori, vicepresidente de Uruguay
- Amado Boudou, vicepresidente de Argentina
- Paulo Portas, vice primer ministro de Portugal
- Gladys Benjarano, vicepresidente del Concejo de Estado de Cuba
- Isabella Allende, presidente del Senado de Chile
- Rachid Talbi Alami, presidente de la Cámara de Representantes de Marruecos
- Herman Van Rompuy, presidente del Concejo Europeo y Geertrui Windels

### Organismos internacionales
- José Miguel Insulza, secretario general de la OEA
- Rebeca Grynspan, secretaria general iberoamericana
- Luis Alberto Moreno, presidente de la IADB
- Enrique García, presidente de la CAF

### Organismos nacionales
- Luis Ernesto Vargas, presidente de la Corte Constitucional
- Leonidas Bustos, presidente de la Corte Suprema de Justicia
- María Claudia Rojas, presidente del Concejo de Estado
- Francisco Ricaurte, presidente del Concejo Superior de la Judicatura
- Pablo Gil de la Hoz, presidente del Concejo Nacional Electoral
- Luis Eduardo Montealegre, fiscal general de la Nación y Tatiana Hérnandez
- Alejandro Ordóñez, procurador general de la Nación y Beatriz Hernández
- Sandra Morelli, contralor general de la Nación
- Carlos Ariel Sánchez, registrador nacional del Estado Civil
- Jorge Armando Otálora, defensor del Pueblo
- Gustavo Petro, alcalde mayor de Bogotá

### Expresidentes
- Belisario Betancur y Dalita Navarro
- César Gaviria y Ana Milena Muñoz de Gaviria
- Ernesto Samper y Jacquin Strouss de Samper

### Exvicepresidentes
- Humberto de la Calle
- Gustavo Bell y María Mercedes de la Espriella
- Angelino Garzón y Montserrat Muñoz de Garzón

### Otros
- Marta Blanco de Lemos, ex segunda dama de la Nación
- Cecilia Paz de Mosquera, viuda de Víctor Mosquera Chaux